# Șoldănești-i járás
Șoldănești-i járás (románul: Raionul Șoldănești) Moldova északkeleti részén, adminisztratív központja Șoldănești. 2011. január 1-i népszámláláskor a lakosság száma 43 300 volt.

## Története
A környék legkorábbi, okmányilag is igazolható helyei: Dobrusa, Olişcani, Răspopeni, Salcia, melyek az 1437–1448 közötti időszakban már tanúsíthatóan fennálltak. A 16–18. században folytatódott a gazdasági fejlődés (kereskedelem, kézműipar), kulturális (templomok, kolostorok épültek), és a lakosság száma is jelentősen növekedett. A 18. század vége és a 19. század eleje óta a régió gazdasági hanyatlása következett be Lengyelország, az Oszmán Birodalom és az Orosz Birodalomnak a régióra gyakorolt befolyása miatti állandó háborúk eredményeként. 1812-ben a bukaresti béke elválasztotta Besszarábiát a Moldvai Fejedelemségtől, amelyet Oroszországnak engedtek át. 1918-ban, az Orosz Birodalom összeomlása után, Besszarábia úgy döntött, hogy egyesül Romániával, ebben az időszakban (1918–1944) a terület Soroca megye része volt. Besszarábia a Molotov–Ribbentrop-paktum után a Szovjetunióhoz került. Moldova függetlenségének kikiáltása (1991–2003) után 1991-től a Soroca megye részét képező Șoldănești járás, 2003-ban Moldova közigazgatási egysége lett.

## Földrajz
A Șoldănești-i járás Moldova északkeleti részén található, az északról és nyugatról Florești járás szomszédságában, északkeletről Camenca járás, keletről Rîbnița járás, délről Telenești és Rezina járások határolják. A terület a Nistru fennsíkon belül helyezkedik el, domborzata közepes, töredezett, fennsíkok, alacsony dombok alkotják, néhol elszigetelt kupola alakú dombokkal. A fennsíkon kiterjedt erózió és földcsuszamlások vannak.
A járás területén a magas termékenységű talajokra jellemző tipikus csernozjom, a csurgalékvíz és a szürke és barna erdőtalaj található. A terület legmagasabb pontja a Zahorna-hegy, 338 méter magasságával.

## Éghajlata
Éghajlata mérsékelt kontinentális, január átlagos hőmérséklete −4,5 °C, júliusban 21,0 °C, az átlagos éves csapadékmennyiség 500–560 mm. Átlagos szélsebesség 4–6 m\s.

## Növény és állatvilága
A terület faunája Közép-Európára jellemző.

## Állatvilága
Jellemzői a rókák, sündisznók, mezei nyulak, vaddisznók, szarvasok, vadmacskák és farkasok.

## Madárvilága
A madarak közül gyakori a fürj, kócsag, sólyom, gólya, varjú, sirály és mások.

## Növényvilága
A járás területének 19,3% -át erdők foglalják el, melyeket tölgy, kőris, gyertyán, akác és más fajok egészítenek ki.
A lágyszárúak közül megtalálható itt a csalán, lóhere, üröm, és más fajok.

## Természetes erőforrások
A területen található fő ásványi erőforrások állományának nagy része a Mihuleni-mészkő közelében található.
- kavics - Olişcani lerakódások.
- agyag -  Soldanesti, Olişcani, Mihuleni, Vadul Raşcov.
- homok -  Alcedar, Dobruşa, Răspopeni.

## Közigazgatási alegységek
- Helységek: 33
- Közigazgatási központ: Soldanesti
- Városok: Soldanesti
- Falvak: 10
- Községek: 22

## Híres személyek
- Andrei Lupan - író, politikus, a Moldovai Írószövetség elnöke (1946–1955; 1958–1961).
- Dumitru Matcovschi - író, a Moldovai Tudományos Akadémia tagja, a moldovai népfront megalapítója.
- Mihail Volontir - színész
- Simeon G. Murafa - politikus, a Cuvânt moldovenesc c. újság igazgatója
- Teofil Ioncu - basarábiai politikus